# Dome La Muerte and the Diggers (album)
Dome La Muerte and the Diggers è il primo omonimo album dei Dome La Muerte and the Diggers, pubblicato dalla casa discografica Go Down Records nel 2007.

## Tracce
1. Get Ready
2. Blue Stranger Dance
3. Demons
4. Sorry
5. I'm a Digger
6. Bad Trip Blues
7. Fire of Love
8. Heart Full of Soul
9. You Shine on Me
10. Gimme Some
11. Cold Turkey